# Котляков Володимир Михайлович
Котляков Володимир Михайлович (* 6 листопада 1931, с. Червона Поляна, Московська область, СРСР) — російський гляціолог і географ, академік Російської академії наук (1991), директор Інституту географії РАН (1985—2015), доктор географічних наук, Почесний президент Російського географічного товариства, голова експертної ради російської національної премії «Кришталевий компас», член Міжурядової групи експертів з проблеми зміни клімату, що була удостоєна Нобелівської премії миру за 2007 рік.

## Біографія
Володимир Михайлович Котляков народився 6 листопада 1931 року в підмосковному селищі Червона Поляна. 1949 року закінчив з срібною медаллю московську середню школу № 7. Інтерес до географії у Володимира виник лише в 10-му класі, коли в нього з'явилися знайомі географи і океанологи, які захопили Котлякова розповідями про експедиції на географічному факультеті Московського державного університету. Завдяки їм після закінчення школи зробив вибір на користь географічного факультету.
Університетським вчителем В. М. Котлякова був М. А. Гвоздецький, у якого Володимир писав свої перші наукові роботи: курсові та дипломну. Після закінчення першого курсу Котляков вирушив у першу студентську експедицію на Західний Кавказ, після другого курсу проходив практику в горах Криму, після третього — в тайзі Сіхоте-Аліня.
Після закінчення 1954 року географічного факультету МДУ за фахом «Фізична географія» почав працювати в Інституті географії АН СРСР молодшим науковим співробітником у відділі фізичної географії, яким на той час завідував професор Г. Д. Ріхтер, основоположник географічного снігознавства. У 1955—1956 роках брав участь в експедиції на Новій Землі. Коли наприкінці 1950-х років Григорій Олександрович Авсюк, один з керівників радянських робіт за програмою Міжнародного геофізичного року, створив в Інституті географії АН СРСР відділ гляціології, Котляков став одним із перших його співробітників. Вже в 1959 році Авсюк призначив його вченим секретарем відділу, потім заступником завідувача, а в 1968 році передав завідування відділом (посада завідувача відділу гляціології Інституту географії АН СРСР Володимир Михайлович обіймав до 1985 року).
У 1961 році Котляков, який до того вже здійснив експедицію до Арктики й Антарктики (1958), захистив кандидатську дисертацію, яка в тому ж році була опублікована у вигляді великої монографії «Сніговий покрив Антарктиди і його роль у сучасному зледенінні континенту». У 1961—1963 роках брав участь в експедиції на південному схилі Ельбрусу, у 1964 — в Заілійський Алатау. З 1965 року старший науковий співробітник інституту географії АН СРСР.
У 1967 році захистив докторську дисертацію на тему «Сніговий покрив земної кулі і живлення льодовиків», в якій фактично вперше проводив дослідження на стику сніго- й льодознавства. У 1968—1974 роках брав участь в експедиціях на Памір. У 1970-ті роки сфера досліджень Котлякова ще більше розширилась, у його роботах все частіше почали розглядатися проблеми балансу маси, стоку і коливань льодовиків. У коло його інтересів увійшли не тільки розміри, форми та фактори формування льодовикових систем, але і дослідження останніх як складних динамічних комплексів.
У 1976 році Володимир Михайлович був обраний членом-кореспондентом АН СРСР за спеціальністю гідрологія, у 1991 році став академіком зі спеціальності географія й океанологія. З 1986 року — директор Інституту географії АН СРСР.
Народний депутат СРСР 1989—1991 років і заступник голови Комітету Верховної Ради СРСР з питань екології та раціонального використання природних ресурсів. Очолював парламентський підкомітет із зон природних стихійних лих. У 1990 році був одним з ініціаторів і авторів першого в СРСР закону про охорону навколишнього середовища.
З 2012 року очолює експертну раду російської національної премії в галузі географії та екології «Кришталевий компас», заснованої Краснодарським регіональним відділенням Російського географічного товариства.

## Родина
Одружений, має двох синів.

## Членство в організаціях
- 1983—1987 — віце-президент Міжнародної асоціації гідрологічних наук[5].
- 1987—1991 — президент Міжнародної комісії снігу і льоду[5].
- 1987—1993 — член спецкомітету Міжнародної геосферно-біосферної програми, пізніше російського національного комітету програми[5].
- 1988—1996 — віце-президент Міжнародного географічного союзу[5].
- 1993 — президент Гляціологічної асоціації і почесний член Міжнародного гляціологічного товариства[4].
- 1994 — дійсний член Екологічної академії Росії[4].
- 1994—2011 — представник від Росії в Міжнародному комітеті з Антарктичних досліджень[5].
- 1996 — дійсний член Міжнародної академії регіонального розвитку та співробітництва.

Котляков є членом ряду наукових академій:
- 1990 — міжнародний член Європейської (Academia Europaea);
- 1996 — іноземний член Грузинської академії наук;
- 2002 — іноземний член Французької академії наук[4].

Котляков є дійсним членом ряду географічних товариств: американського (почесний; 1987), мексиканського (член-кореспондент, 1989), італійського (член-кореспондент, 1994), грузинського (1998), естонського. З 1980 року віце-президент, а з 2000 — почесний президент Російського географічного товариства.

## Редактор
Котляков Володимир Михайлович обирався в різні роки до редакційних колегій багатьох провідних наукових часописів:
- 1961—2009 — академічна серія «Материалы гляциологических исследований», засновник і головний редактор[2][4][5];
- 1979 — «Известия Русского географического общества»;
- 1986 — «Известия РАН. Серия географическая», головний редактор;
- 1989 — «Environment»;
- 1989 — «Geo Journal» (Нідерланди);
- 1990 — «Земля и Вселенная»;
- 1993 — «Доклады Академии наук»;
- 1993 — «Наука в России»;
- 1996 — «Криосфера Земли», заступник головного редактора;
- 1996 — «Ocean and Coastal Management» (США);
- 2005 — «Экологическое планирование и управление»;
- 2010 — «Лёд и Снег»;
- 2011 — «Regional Research of Russia»;
- 2012 — «Geography. Environment. Sustainability».

## Наукова діяльність
«…Творець, організатор, душа і «двигун» великої кількості міжнародних і внутрішньоросійських наукових ініціатив, програм та проектів в галузі природничих наук, головний редактор і член редколегій усіх вітчизняних і більшості зарубіжних фахових наукових журналів, почесний член іноземних наукових товариств, університетів і академій, лауреат… Експедиційний працівник, полярник і підкорювач вершин… Чуйний і грамотний любитель поезії і класичної музики… Якщо перераховувати всі, вийде нова книга. Але не можу не додати ось що: виключно завдяки незмінно юнацькій захопленості В. М. Котлякова наукою про сніг і лід, завдяки його одержимості в роботі і воістину уродженому педагогічному чуттю, багато молодих людей 1960-1990-х років прийшли в гірську і полярну гляціологію. І я серед них.»
Коло наукових інтересів Володимира Михайловича: загальна, ізотопна і геохімічна гляціологія, землезнавство, вивчення природи високогір'їв і Крайньої Півночі, гірська геоекологія, питання моніторингу довкілля, стратегію розвитку суспільства у стосунках з природою. Котляков — провідний російський фахівець в області географії та гляціології. Викладав курс «Основні проблеми гляціології» в Ленінградському, Московському, Ташкентському, Томському університетах. Учасник і керівник експедицій в Антарктиду, на Нову Землю, південний схил Ельбруса, Заілійський Алатау і Памір. Дослідив сучасний режим і динаміку полярних і гірських зледенінь, дав інтерпретацію матеріалів глибокого буріння антарктичних льодів, працював над створенням методів оцінки лавинної небезпеки і побудовою гляціологічних прогнозів. Крім того, в числі основних досягнень В. М. Котлякова:
- 1961 — обґрунтував закони живлення Антарктичного льодовикового щита, інших льодовикових покривів планети;
- 1968 — визначив сніжність Землі і її коливання в просторі і часі;
- 1973 — сформував завдання і визначив тогочасні можливості космічної гляціології;
- 1976—1997 — розробив систему сучасного гляціологічного картографування («Атлас сніжно-льодових ресурсів світу»);
- 1980-ті — запропонував підходи вивчення стихійних нивально-гляціальних явищ і основи гляціологічних прогнозів.
- 1982 — застосував ізотопні і геохімічні методи для вивчення навколишнього середовища і його еволюції;
- 1990-ті — розробив глобальні і регіональні проблеми взаємодії суспільства і природи;
- 2000-ні — створив базу даних географічної термінології[5].

Велика роль Володимира Михайловича в реалізації проекту глибокого буріння на антарктичній станції Восток. Буріння свердловини, що тривало у важких умовах високогір'я Антарктиди більше 25 років, було зупинено на глибині 3623 м, приблизно за 125 м від поверхні теоретично передбаченого озера. З крижаного керну з цієї свердловини були встановлені кліматичні умови формування чотирьох повних льодовиково-інтергляціальних циклів протягом останніх 420 тисяч років. Це одне з найвидатніших відкриттів ХХ століття в науках про Землю. А сама ідея цього буріння і вивчення крижаного керна по всій 4-км товщі Антарктичного льодовика виникла у В. М. Котлякова ще в 1970-х роках.
За час своєї плідної наукової праці підготував 30 кандидатів і 10 докторів наук.

## Наукові праці
Володимир Михайлович опублікував близько 1500 робіт з 102 наукових напрямків, був редактором більше 80 книг, практично всіх вітчизняних монографій з гляціології за період 1970-2000-х років. Редактор і член редколегій низки атласів: Атласу Антарктики, Атласу Арктики, Атласу сніжно-льодових ресурсів світу, Атласу «Природа і ресурси Землі», Національного атласу Російської Федерації.
- (рос.) Снежный покров Антарктиды и его роль в современном оледенении материка, М., 1961.
- (рос.) Мы живем в ледниковый период? Л., 1966.
- (рос.) Снежный покров Земли и ледники, Л., 1968.
- (рос.) Горы, льды и гипотезы, Л., 1977.
- (рос.) Изотопная и геохимическая гляциология, 1982 (у співавторстві).
- (рос.) Гляциологический словарь, 1984.
- (рос.) Климаты прошлого из глубины ледниковых щитов, 1991 (у співавторстві з М. Г. Гросвальдом, Л. Клодом).
- (рос.) Проблемы экологии России, 1993 (у співавторстві).
- (рос.) Мир снега и льда, 1994.
- (рос.) Наука. Общество. Окружающая среда, 1997.
- (рос.) Экологические проблемы: что происходит, кто виноват и что делать? 1997 (у співавторстві).
- (рос.) Атлас снежно-ледовых ресурсов мира, 1997.
- (рос.) В. М. Котляков. Собрание сочинений в шести томах, 2000—2004.
- (рос.) Основы изотопной геокриологии и гляциологии, 2000 (у співавторстві).
- География: Понятия и термины. Пятиязычный академический словарь, 2007 (у співавторстві).
- Туризм: природа, культура, путешествия. Пятиязычный словарь, 2013 (у співавторстві).

## Нагороди, відзнаки і визнання
Володимир Михайлович за роки плідної наукової праці був удостоєний великої кількості нагород і відзнак:
- 1981 — орден Трудового Червоного Прапора[3];
- 1985 — Золота медаль імені Ф. П. Літке Географічного товариства СРСР[6];
- 1996 — почесний доктор Тбіліського університету[4];
- 1996 — Золота медаль імені М. М. Пржевальського Російського географічного товариства[6];
- 1998 — орден Пошани Російської Федерації[3];
- 2001 — лауреат Державної премії Російської Федерації[5];
- 2005 — Золота медаль імені Л. С. Берга Російської академії наук[5].
- 2007 — орден «За заслуги перед Вітчизною» IV ступеня[9];
- 2007 — лауреат Нобелівської премії миру, в складі Міжурядової групи експертів з проблеми зміни клімату;
- 2009 — лауреат премії імені А. О. Григор'єва[5];
- 2011 — лауреат Демидівської премії[10].
- 2011 — Золота Костянтинівська медаль, присуджена Вченою радою Російського географічного товариства за видатні заслуги в галузі географії та у зв'язку з 80-річним ювілеєм («де-юре» премія не існує з 1930 року)[11].
- 2012 — орден Дружби[5];
- 2013 — лауреат премії О. Ю. Шмідта (2013)[5].

### Топоніми
- Ім'ям В. М. Котлякова  названо два льодовики — в Заілійському і Джунгарському Алатау[4][6].